# Janusz Modest Sanguszko
Janusz Modest Sanguszko  (ur. 15 czerwca 1749 w Zasławiu – zm. 14 września 1806 tamże) – książę, strażnik wielki koronny w 1787 r., starosta krzemieniecki, odznaczony Orderem Orła Białego. 

## Życiorys
Był najmłodszym synem Pawła Karola i Barbary Urszuli Dunin. Jego braćmi byli Hieromin Janusz, Józef Paulin i Janusz Aleksander. Wykształcenie zdobywał w domu i w Collegium Nobilium pijarów w Warszawie. Naukę kontynuował w Metzu. W czasie konfederacji barskiej znalazł się w Rzymie jako jej wysłannik nie został jednak przyjęty i dalsza podróż kontynuował jak osoba prywatna. Zwiedzał Włochy i Francję w 1772 w październiku był w Gdańsku. Po powrocie z zagranicy ożenił się w 1773 z Karoliną Gozdzką, małżeństwo po 5 latach zakończyło się rozwodem. Po raz drugi ożenił się z Anielą (Anną) Ledóchowską (zm. 15 kwietnia 1823), wdową od 1765 po Piotrze Drzewieckim podkomorzyną krzemieniecką z którą miał córki Klementynę (1786-1841), Barbarę (1782-1795) i synów: Karola (1779- 1840) i Konstantego (1781-1808). 30 maja 1775 został odznaczony Orderem św. Stanisława. W 1780 został posłem ziemi wołyńskiej na sejm został również członkiem komisji do kontroli Skarbu Koronnego. 17 lutego 1787 został strażnikiem wielkim koronnym, gościł w Zasławiu jadącego do Kaniowa króla Stanisława Augusta Poniatowskiego odbierając z jego rąk Order Orła Białego. W czasie Sejmu Czteroletniego związał się podobnie jak brat Hieronim ze stronnictwem hetmańskim, 17 września 1792 przystąpił do konfederacji targowickiej. W 1793 odstąpił Zasław Katarzynie II na miasto gubernialne. 7 grudnia 1793 caryca mianowała Janusza Sanguszkę generałem-porucznikiem armii rosyjskiej. Kolejne lata zajęły Sanguszce sprawy rodzinne, uporządkowanie majątku między innymi po zmarłym bracie Józefie i  bratanku Romanie, starał się  w sądzie lubelskim o przyznanie praw do spadku na rzecz swoich synów. Pod koniec życia tracił wzrok, jeździł za granicę w poszukiwaniu skutecznej kuracji, zmarł ociemniały w Zasławiu i tam został pochowany.